# Moechotypa jeanvoinei
Moechotypa jeanvoinei är en skalbaggsart som beskrevs av Maurice Pic 1934. Moechotypa jeanvoinei ingår i släktet Moechotypa och familjen långhorningar. Inga underarter finns listade i Catalogue of Life.